# Auguste Donny
Joseph Augustin „Auguste“ Donny (* 1. Januar 1851 in Béziers; † unbekannt) war ein französischer Segler.

## Erfolge
Auguste Donny, der für den Pariser Yacht Club de France segelte, nahm an den Olympischen Spielen 1900 in Paris teil, wo er in drei Wettbewerben antrat. In der offenen Klasse gab er die Regatta vorzeitig auf, während er in der Bootsklasse 2 bis 3 Tonnen in zwei Wettfahrten in Meulan-en-Yvelines zweimal das Ziel erreichte. In der ersten Wettfahrt verpasste er als Viertplatzierter noch das Podium, beendete aber die anschließende zweite Wettfahrt mit seinem Boot Mignon dafür hinter der von William Exshaw gesteuerten Yacht Ollé und dem von Léon Susse angeführten Boot Favorite auf Platz drei.